# Andelarre
Andelarre település Franciaországban, Haute-Saône megyében. Lakosainak száma 149 fő (2022. január 1.). Andelarre Chariez, Andelarrot, Mont-le-Vernois és Noidans-lès-Vesoul községekkel határos.

## Népesség
A település népességének változása:
| Lakosok száma | 124  | 132  | 137  | 134  | 133  | 143  | 142  | 146  | 149  |
|               | 2013 | 2015 | 2016 | 2017 | 2018 | 2019 | 2020 | 2021 | 2022 |